# 越來越喜歡 越來越愛/KinKi充滿幹勁之歌
越來越喜歡 越來越愛/KinKi充滿幹勁之歌（好きになってく 愛してく/KinKiのやる気まんまんソング）是日本二人組合近畿小子的第9張單曲。於2000年3月8日由傑尼斯娛樂唱片公司發行。

## 解說
縱然其後發售的單曲精選專輯『KinKi Single Selection』會收錄過往所以單曲的A面歌曲，而這張單曲正式來說也是張「兩A面」的單曲來，但最終專輯只收錄了第一首歌『越來越喜歡　越來越愛』而已。
一般來說偶像團體大多只會唱其他人向他們提供的歌曲，所以這張由他們兩個一手包辦作曲及作詞的單曲成為了一時話題。這是因為當時他們與寫下多首名曲的著名音樂人如吉田拓郎及坂崎幸之助等一起在電視節目中演出，受到這樣大的刺激下而接受挑戰的作品。其後，他們亦曾在自己創作一些收錄在專輯中的歌曲及單曲的B面歌曲等，但作為單曲的A面歌曲現在就只有這一張單曲而已。
本來是在當時他們主持的電視節目『LOVE LOVE我愛你』內一個與吉田及坂崎一同演出的單元「Pika Pika New Song」中，由KinKi二人負責替節目創作新的主題曲這樣的一個企劃下，創作而成的樂曲。
不過雖則歌曲有著這樣的話題性，但對比起一直以來均由著名的作曲家或音樂人提供的歌曲，無可否認兩位偶像的自作曲其影響力及質素是有下降的。而且可能受到歌曲已決定會收錄在其後的單曲精選專輯之中的影響，銷量只達50萬張，與上一張單曲比較少了30萬張左右。這張單曲固之然同樣取得Oricon銷量榜的第一位，但不難想像這張單曲一般來說知名度在KinKi Kids的歌曲中處於較低位置。不過，這是身為日本的偶像團體首次自己一手包辦作曲作詞的歌曲取得Oricon銷量榜第一位，縱然銷量上較為低迷，但對於KinKi Kids二人是他們成為藝人及音樂人的重要一步。
在銷售方法方面，發行當時連兩款初回限定版及一款通常版在內共有三款包裝發售。再加上在2004年再次發行的通常盤，收錄的是一張12cm的CD牒，所以截止現在為止市場上共有4個款式存在。其中一款初回限定版，因應『KinKi充滿幹勁之歌』成為了動畫『櫻桃小丸子』的主題曲而推出了『櫻桃小丸子』的特別包裝，但收錄內容無異。
第一首A面歌曲『越來越喜歡　越來越愛』是由堂本光一作曲，堂本剛負責作詞。對於現在各自以獨立身份開展獨唱活動中的二人來說，這首歌可說是他們的原點。在創作歌曲時，剛很早就把歌詞歌詞寫好，反而光一寫遲遲未能把歌曲寫好，導致錄音時間稍為延遲了少許。當時在電視節目中共演的吉田拓郎，曾擔心道「光一的曲還未寫好嗎？」。其實後來亦曾有數首同樣是由剛負責作詞，光一作曲的共同創作歌曲，恰巧亦同樣地剛已完成了作詞部份，光一還未完成作曲部份。他們亦曾在一些雜誌的訪問裡自嘲這件事。由於同單曲中的『KinKi充滿幹勁之歌』沒有被收錄在『KinKi Single Selection』之中，這首歌就成為了該單曲精選專輯中最後一首收錄曲目。
第二首A面歌曲『KinKi充滿幹勁之歌』是動畫『櫻桃小丸子』的第6代片頭曲。作詞由該漫畫的原作者櫻桃子負責，她自從第2代的片頭曲開始皆親自擔當片頭曲的作詞工作。歌詞內容大多是以日常生活中大多不以為然的動作來搞笑一番。雖然單曲精選專輯「KinKi Single Selection」通常都會把兩A面的單曲兩首歌曲同樣收錄，但最終都沒有收錄這首歌曲。甚至乎連其後動畫的原聲大牒都沒有收錄，所以就只有這張單曲曾收錄過這首歌。由於購入原裝單曲已經相當困難，故2004年再次發行後就可以使用線上商店等再次購入。

## 名稱
- 日語原名：／KinKi
- 中文意思：變得喜歡下去　愛下去／近畿小子的充滿幹勁曲
- 香港正東譯名：越來越喜歡　越來越愛你／KinKi充滿幹勁之歌
- 台灣豐華與艾迴譯名：越來越喜歡　越來越愛／KinKi充滿幹勁之歌

## 收錄歌曲
1. 越來越喜歡　越來越愛（好きになってく　愛してく）
  - ※KinKi Kids參與演出的富士電視台音樂節目『LOVE LOVE我愛你』第2代主題曲。
  - 作曲：堂本光一
  - 作詞：堂本剛
  - 編曲：武部聰志
2. KinKi充滿幹勁之歌（KinKi）
  - ※日本富士電視台動畫『櫻桃小丸子』第6代片頭曲。
  - 作曲：飯田建彥
  - 作詞：櫻桃子
  - 編曲：長岡成貢
3. 越來越喜歡　越來越愛 (Instrumental)
  - 作曲：堂本光一
  - 編曲：武部聰志
4. KinKi充滿幹勁之歌 (Instrumental)
  - 作曲：飯田建彥
  - 編曲：長岡成貢